# 워싱턴 해군공창

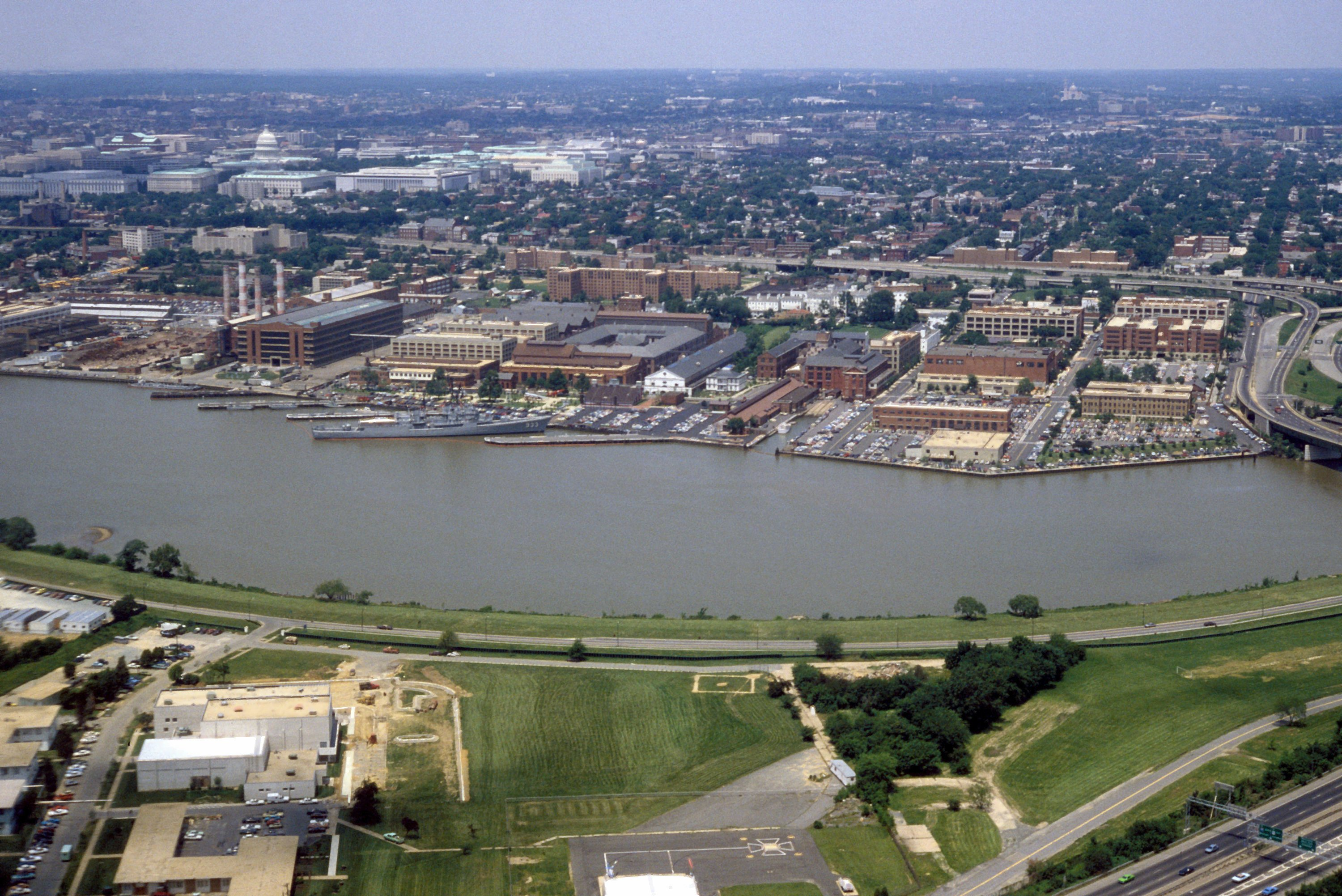
워싱턴 해군 공창

워싱턴 해군 공창(-海軍工廠, 영어: Washington Navy Yard, WNY)은 워싱턴 D.C. 남동부에 미국 해군 공창이다. 미국 해군에서 가장 오래된 육상 시설이다. 2013년 총격 사건이 발생하여, 최소 13명이 사망하였다.